# 威廉·詹姆士
威廉·詹姆斯（英語：William James，1842年1月11日—1910年8月26日），美国哲学家、心理学家。他的弟弟亨利·詹姆斯是著名作家。他和查尔斯·桑德斯·皮尔士一起建立了实用主义。威廉·詹姆斯是十九世纪后半期的顶尖思想家，也是美国历史上最富影响力的哲学家之一，被誉为“美国心理学之父”。

## 生平
威廉·詹姆斯在1842年1月11日出生於美国紐約州紐約，1861年就学于哈佛大学劳伦斯理学院。1864年进入哈佛医学院并於1869年获得医学博士学位。他患有严重的抑郁症和心身性疾病，經常靠閱讀《聖經》來維持意志力。为了休息和治疗，曾到欧洲旅行。1878年结婚，健康状况渐趋好转。1875年成为哈佛心理学讲师，讲授解剖学和生理学。1876年到哈佛哲学系任教，1907年离休。

## 专业
威廉·詹姆斯在法国接受他的教育，他的专业是心理学。当时心理学和哲学之间的分别还不很大。回到美国后他一直在哈佛大学教书。虽然他不相信利用实验可以研究人的心理，他是美国最早的实验心理学家之一。
虽然他认为实践是生活之路，但他不相信通过实践人可以获得客观的真理。虽然每个人都是从生活的实践中获得他对世界的看法的，但詹姆斯认为，每个人从生活的实践中获得的看法是不同的，这是理所当然的。在这一点上他与约翰·杜威的看法不同。

## 信仰的实践
詹姆斯在宗教哲学上也很有建树。他列举了许多不同的“信仰的实践”（1902年），并使用他的实用主义的看法来体会这些不同的实践。他认为：
- 要研究一个宗教信仰，一个学者要研究这个宗教信仰的核心，而不必研究其组织结构。因为一个宗教的组织结构只反映了其核心的一小部分。
- 强烈的，甚至于病态的实践经验是心理学家的研究题目，而不是哲学家的研究题目。因为心理学家犹如心理的显微镜，他们可以极大地放大我们的日常生活。
- 要想真正地认识普遍存在的、被所有的实践分享的、被历史所证实的真理，一个人要获取一个“超信仰”。这个超信仰是无法被实践证实的，但它可以帮助一个人使他的生活变得更丰富和美好。

他被尊稱為美國心理學之父是「美國心理学會」（1885年成立）的主要創立者，終其一生都在探討超個人的心理現象與超心理學，認為人的精神生活有不能以生物學概念加以解釋的地方，可透過某些現象來領會某種「超越性價值」；並強調人有巨大的潛能尚待開發，人的意識只有很少一部分為人所利用。他曾參與類似禪坐的靜坐活動，表示靜坐是一種喚起深度意志力的方法，可以增加個人的活力與生命力，也做靈媒的實證研究。
此外，威廉橫跨哲學、心理學與精神醫學界，對超意識的自動書寫很感興趣，曾大量收集案例，並發現青少年最能藉此表達內心的糾葛與人格之衝突，他還注意到自動書寫有時能解開罪犯的犯罪癥結，但並非人人能自動書寫，必須透過催眠或其他方法。有趣的是，新時代大師《賽斯書》的作者珍·羅伯茲曾收到過威廉死後的信息，並透過珍的自動書寫出版《一位美國作家的死後生存：威廉．詹姆斯的世界觀》（The Afterdeath Journal of an American Philosopher,1978）一書，此書除具有深度評論外，並兼論美國歷史、心靈學、心理學與民主方面的問題。

## 著作
- 《心理學原理（英语：Principles of Psychology）》1890
- 《信仰意志和通俗哲學請文集》1897
- 《人的不朽》1898
- 《宗教经验之种种》1902 (The Varieties of Religious Experience)
- 《实用主义：某些旧思想方式的一个新名称（日语：プラグマティズム (ジェームズ)）》1907
- 《多元的宇宙》1909
- 《真理的義意:實用主義的後果》1909
- 《一些哲學問題:哲學導論的起點》1911
- 《徹底經驗主義論文集》1912